# شهرک محصور کاولون
شهرک محصور کاولون (انگلیسی: Kowloon Walled City) شهرکی خودمختار و بی‌دولت بود که در منطقه کاولون هنگ کنگ قرار داشت. این شهرک محصور به شدت از لحاظ جمعیتی متراکم بود و ۵۰ هزار نفر را در خود جای می‌داد. شهرک محصور از سال ۱۸۹۸ تشکیل شد و ۹۶ سال بعد در سال ۱۹۹۴ از بین رفت. این شهرک پس از تخریب توسط دولت هنگ کنگ به یک پارک شهری تبدیل شد.
این شهرک در دهه ۵۰ میلادی تا ۷۰ میلادی توسط تثلیث چینی کنترل می‌شد و نرخ بالایی از تن‌فروشی، سوءمصرف مواد مخدر و قماربازی داشت. در طول جنگ جهانی دوم این شهرک به تصرف ژاپن درآمد و با تسلیم ژاپن در سال ۱۹۴۵، کشور چین قصد خود را برای بازپس‌گیری این شهرک اعلام نمود.

## ساختار و تخریب
کاولون از ۳۰۰ ساختمان به هم پیوسته تشکیل می‌شد که این‌ها یک بلوک شهری را تشکیل می‌دادند. دولت هنگ کنگ در سال ۱۹۹۳ این شهرک را تخیله کرد و به ساکنان آن ۳۵۰ میلیون دلار غرامت پرداخت. در نهایت تخریب کاولون در ۱۹۹۴ به پایان رسید.

## جایگزین

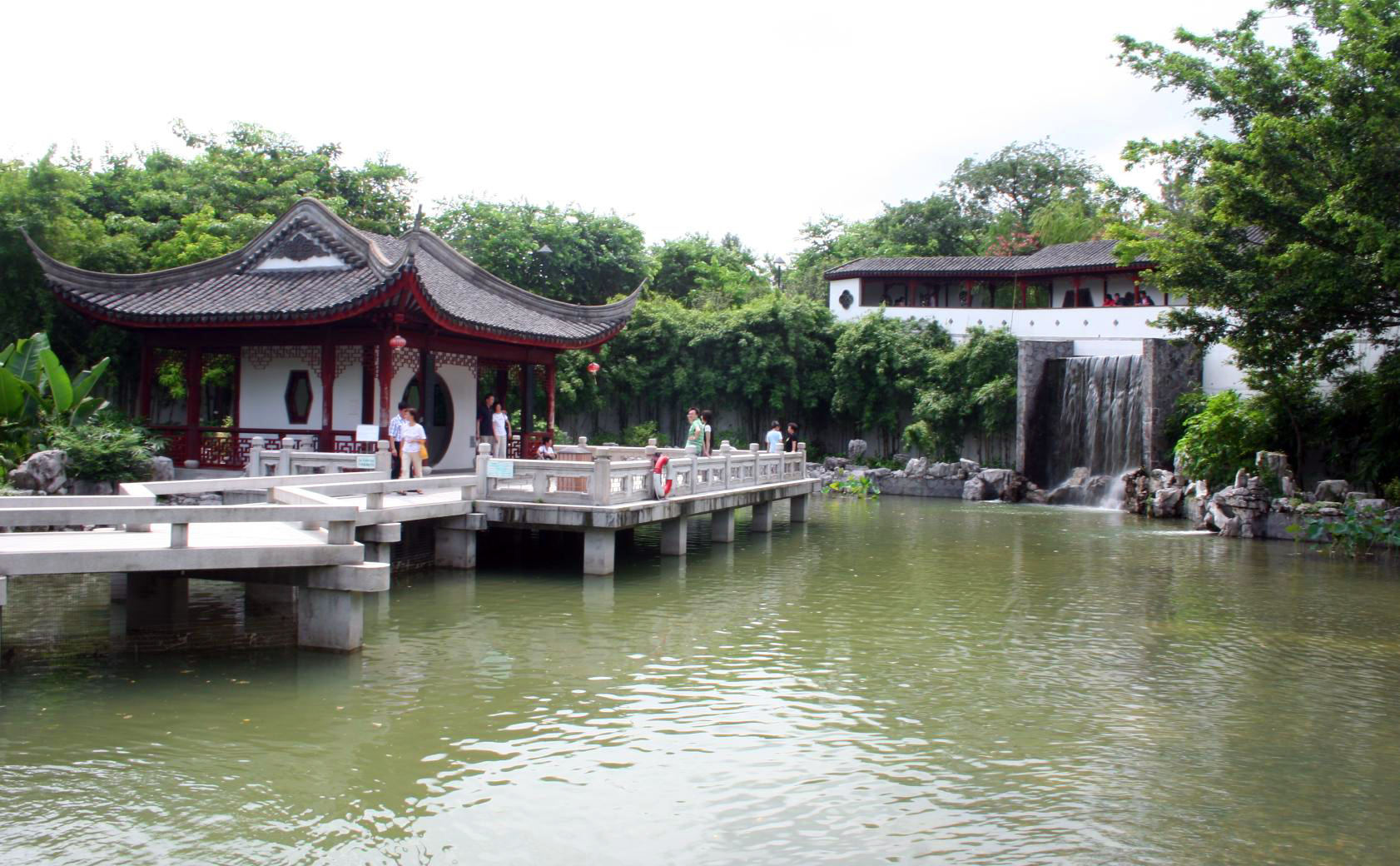
پارک جایگزین شهرک محصور کاولون

هنگ کنگ پس از تخریب این شهرک آن را به یک پارک تبدیل کرد. پارک مذکور در سال ۱۹۹۵ افتتاح شد. با وجود تخریب زاغه‌های این شهرک، قسمت‌های تاریخی‌تر آن حفظ شده و درون پارک قرار دارد. پارک شهرک محصور کاولون در نزدیکی فرودگاه کای تک قرار دارد.

## نگارخانه

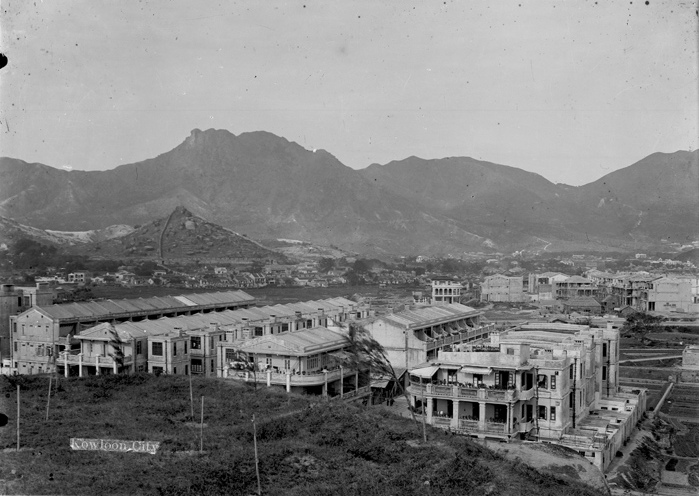
شهرک کاولون در دهه ۱۹۳۰
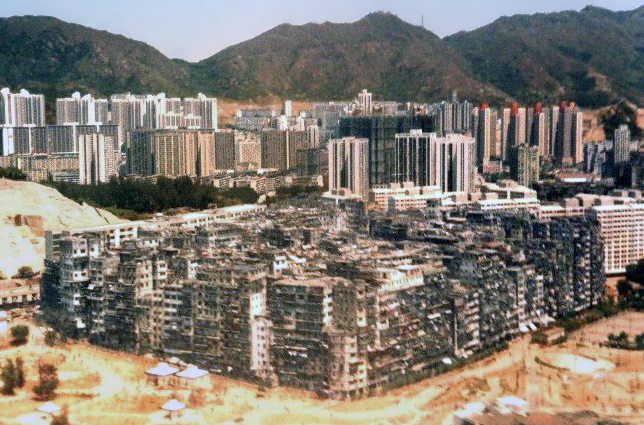
ساختمان‌های شهرک کاولون
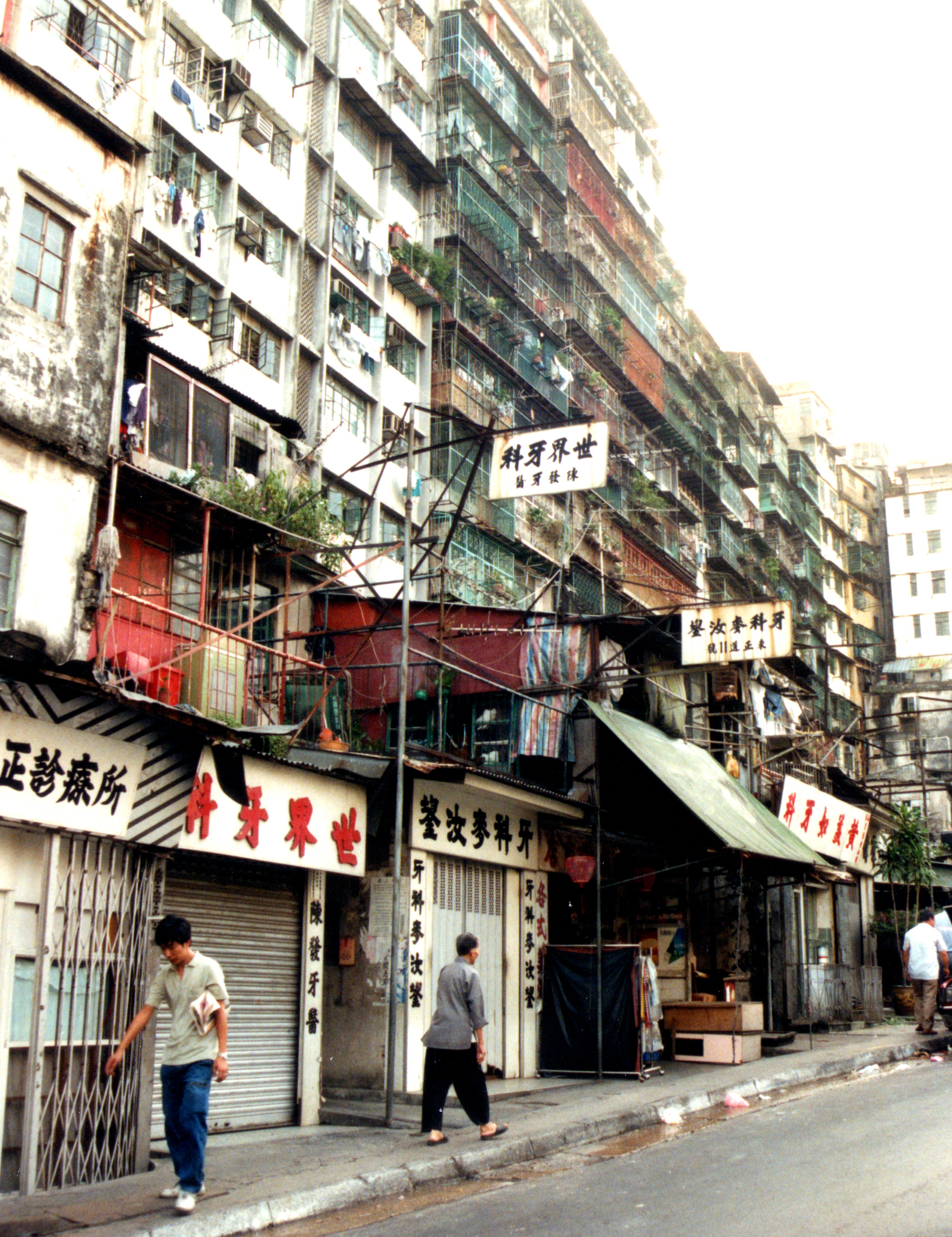
خیابان شهرک محصور کاولون